# Наис
Наис (лат. Naissus, грч. Ναϊσσός) је био антички град, ког су првог населили Дарданци у 3. веку п. н. е., а касније су га утврдили Римљани. У Наису су рођени будући римски цареви Константин Велики и Констанције III. Током 5. и 6. века наизменично су га освајали Хуни, Источни Готи, Гепиди, Византија и Авари. Словенска племена су га освојила око 612-614. године. На месту античког Наиса данас се налази град Ниш.

## Археолошка истраживања
Феликс Каниц, који је од 1850. године, у неколико наврата посећивао и бележио рушевине Ниша, обавио је прва обимнија истраживања античког Наиса. Прво је забележио неколико споменика римског периода на простору турске тврђаве. Истраживања су настављена 1864. године, када су започета прва ископавања код Брзог Брода. Ископавања су настављена 1887. и 1889. године, када су забележени остаци споменика и архитектуре. 1932. године започета су прва археолошка ископавања на простору Јагодин мале и Медијане, која су са прекидима настављена до 1939. године. 1956. обнављају се ископавања Јагодин мале, а од 1962. године археолошка ископавања су вршена на простору који је обухватала турска тврђава.

## Положај и територија
Наис се развио у западном делу Нишке котлине, која је речним путем повезана са суседним котлинама централно балканског простора, на десној обали Нишаве. Град је обухватао територију од око 25 хектара, на северу се простирао до лат. Mutatio Sarmatorum код Ражња, а на југу до лат. Ad Herculem код Житорађе, на истоку се област Наиса граничила се територијом Ремезијане. Привредни развој града омогућила су рудишта која су се налазила на околним планинама, док је сама котлина била погодна за развој сточарства и земљорадње.
У периоду између Трачког устанка (11.- 13. година п. н. е.) и далматско-панонског устанка на територији коју данас обухвата Тврђаве развио се војни логор. Епиграфски споменик помиње кохорту лат. I Cilicum, која је била смештена у Наису, и који се датује у 1. век. Касније у Наис долази кохорта лат. I Cretum. Око логора се развило и цивилно насеље. У 2. веку у граду је била смештена кохорта лат. I Aurelia Dardanorum.
Кроз град су пролазили важни путеви, лат. via militaris који је од Сингидунума и Виминацијума водио у Сердику и Константинопољ, војни пут који је повезивао је Рациарију на Дунаву (Арчар у Бугарској) и Лисус (Lissus, Љеш у Албанији) и пут који је водио у Скупи. До Диоклецијанове владавине, град је припадао Горњој Мезији, а касније Средоземној Дакији (лат. Dacia Mediterranea). У Јагодин малој и Градском пољу откривене су некрополе.

## Римска власт
Римљани су освојили област централног Балкана у првој деценији првог века, када и дардански град Наис улази у састав империје. У првом веку Наис није имао нарочитог значаја за римско царство, временом је колонизован и добио је статус муниципија. Наис своју улогу у историји царства добија тек за време цара Диоклецијана када је држава подељена на четири области, тетрархије.
Доласком Диоклецијана на власт 284. године дешавају се промене у уређењу државе. Власт је подељена између четворице тетрарха који су управљали источним провинцијама (Диоклецијан), Илириком, Италијом, и Галијом и Британијом. Овом променом уређења области већих градова Наиса, Сердике и Пауталије (Ћустендил) сада су чиниле средоземну Дакију. Ово је била многољудна провинција смештена у средњобалканском подручју.
У време Диоклецијана (датовање је извршено према налазима новца), северно од града, изван бедема (лат. extra muros), подигнуте су монументалне терме са хипокаустом.

### Константин Велики
Подизање јавних и луксузних грађевина у Наису се приписују цару Константину, пре свега зато што је рођен у овом граду 280. године (а владао 306-337). Отац Константинов, Констанције Хлор (Диоклецијанов савладар) је такође рођен у дарданским областима горње Мезије, по женској линији је можда био рођак Клаудија II. Мајка Константинова, царица Хелена, Констанцијева конкубина, је била стабуларија (крчмарица) у Наису, пореклом је из Дрепанума у Битинији. Више царских едикта говори о Константиновим честим боравцима у Наису између 315. и 334. године: 13. мај 315 (или 329), 25. јул 319., 25. август 334.
316. и 317. Наисом је владао Лициније, после изгубљене битке код Винковаца 316. године, коју је водио против Константина. Наис, Солун и Сердика су 317. године споразумно припали Константину.

### Констанције и Констанс
После Константинове смрти, у Наису су и даље боравили цареви, задржавајући се извесно време приликом дугих путовања или се припремајући за борбе са супарницима. Тако су у зиму 340. године у Наису боравили Константинови синови Констанције и Констанс, који су овде потписали два едикта. Први 19. јануара, а други 2. фебруара који је издао сам Констанс.
После смрти Констанса, узурпатор Магнус Магненциус је преузео власт на западу. Констанције је за то време био заузет ратом са Персијанцима и није био у могућности да спречи Магненција да прошири власт и на исток. Тада се Ветранион, војсковођа подунавских легија, прогласио за цара по наговору Констанцијеве сестре. Двојца царева су се срели у Наису 25. децембра 350. године. Најпре се војницима обратио Констанције који их је подсетио на заслуге свог оца и на војничку верност, а потом је Ветранион предао инсигније царске власти. Констанције му је потом опростио издајство и допустио да проведе старост у једној палати у Бруси.

### Констанције II
На походу против Констанција II у Наису се задржао извесно време и отпадник Јулијан. У град је стигао у другој половини октобра 361. године. У граду је остао до децембра исте године, и за то време је упућивао посланице сенату, Атињанима, Коринцанима и другим грчким градовима тражећи присталице.
Римски цареви Валентијан и Валенс су боравили у Медијани 364. године (месту удаљеном 5 километара од Наиса, како бележи Амианус Марцелинус), при повратку из Тракије, када су поделили своју пратњу. Овде је Валентијан издао више царских едикта у периоду од 2. до 13. јула.

### Хуни
У 4. веку под налетом Хуна, а уз одобрење Римљана, Визиготи се насељавају у Трачкој Дијецези. Они су дигли буну против Рима, због малтретирања од стране римских чиновника, а Римљани су послали војску да их смири. У бици код Хадријанопоља 378. године Римљани су потучени а погинуо је и сам цар. Нови цар Теодосије води борбе са Визиготима али је на крају склопио мир и допустио им да се населе у Илирији. Визиготи су се 401. побунили, ратовали у Италији а на крају ушли и у сам Рим.
Хуни су 441. године упали у Илирик и опустошили Наисус, Сингидунум и многе друге градове и утврђења. Цар Теодосије II је био принуђен да закључи мир са хунским вођом Атилом, уз плаћање високог данка и уступања појединих територија. Међутим, 447. године Атила је поново упао у Тракију и опустошио око 70 градова у које се убрајају и Наисус, Сердика, Марцианополис... Историчар Приск, пролазећи 448. царским друмом поред Ниса, забележио је да је он још лежао у рушевинама после пустошења из 441. године. Хунска држава се распада после Атилине смрти 453. године.
Неколико деценија касније Готи поново нападају Илирик. По сведочанствима Јорданеса, 471. готски владар Тјудимер је прешао Саву и напао Наис. 488. године Теодорих је прешао са својом војском у Панонију, а потом у Италију борећи се против Одоакра.

## Наис у 6. и 7. веку
Наис је обновио цар Јустинијан I, који је и рођен у његовој близини. О овој обнови писао је историчар Прокопије. Обновљен и су пре свега бедеми и војни логор, у околини је изграђено и обновљено око четрдесет утврђења. Услед економских тешкоћа и недостатака војске, регион није био способан да се одбрани од словенских и аварских напада који су уследили.

### Словени
У току 6. века Словени из Паноније, Анти и Авари често су нападали области Дарданије, при чему је више пута страдао и град Наис. Почетком 7. века услед сталних борби са Персијанцима и немогућности да бране Балканске територије, Византинци напуштају градове, одлазе на југ када ове области насељавају Словени. Временски период између 612. и 614. се може сматрати за крај антике у Наису.

## Грађевине откривене на територији Наиса
Археолошка истраживања Наиса вршена су у централном делу тврђаве, где је откривена улица која се пружала у правцу север-југ, са грађевинама из рановизантијског периода. Претпоставља се да је ова улица настала на месту старије градске комуникације.
Град је имао форум који се налазио на југоисточном делу турске тврђаве, у близини кога су откривене две грађевине репрезентативног карактера, објекат под сводовима и тробродни објекат са портиком. Северно од форума је откривен објекат са вестибулом, украшеним подним мозаиком. Уз западни бедем турске тврђаве откривена је 1975. грађевина (димензија 21x15 m), највероватније стамбеног карактера, са шест просторија. Од извора Каменичке реке до Наиса је водио акведукт (ширина зида је износила 1,65 метара), који је носио керамичке водоводне цеви, како би се град снабдевао водом.
У граду су били присутни бројни култови, о чему сведоче налази вотивних жртвеника, скулптура и ситне бронзане пластике. Натписи са жртвеника указују да су претежно заступљени култови римских божанстава, Јупитера, Јуноне, Фортуне, Либера и Либере, Херкула али и Митре као и трачких или илирских божанства. Претпоставља се да су у Наису постојали храмови, али изглед и локација нису познати. Према налазу из Медијане, где је откривен групни налаз скулптура од белог мермера и порфира претпоставља се да је постојао храм посвећеног Асклепију и Хигији.
Будући да није утврђена функција луксузног објекта под сводовима, са украсима и зидном и подном декорацијом, који је откривен на територији турске тврђаве, претпоставља се да је у питању храм. Према положају (уз форум) претпоставља да је био посвећен Јупитеру.
На Градском пољу откривен је објекат који чине октогонална просторија и вестибул. Претпоставља се да је у питању царска резиденција или стан важне личности. У овој грађевини су сачувани мозаици на подовима, који су идентични по квалитету и мотивима онима откривеним у Медијани.

### Грађевина са октогоном са локалитета Градско поље
На локалитету Градско поље, удаљеном око 300 метара северозападно од средишњег дела античког града, између турске тврђаве и комплекса техничких факултета, откривени су остаци већег објекта током ископавања вршених 1987-1988. године. Грађевина, која се састојала од пет просторија, од којих је средишња била у облику октогона, имале су подно грејање и систем хипокауста. Објекат је имао површину од 320 m². Грађевина је била украшена мермерном архитектонском декорацијом, фрескама и мозаицима, организованим у појединачне тепихе са бордуром и пољима у пролазима између просторија.
У малтеру октогоналне просторије пронађен бронзани новац Максимина Даје, према чему се грађевина датује у почетак 4. века, односно после 309-310. године .

### Виле рустике
Утврђено је постојање неколико римских вила, које су се налазиле изван градског језгра. Око 4 километра северно од Наиса налазила се вила названа Вила на Винику. Ова вила рустика није потпуно истражена. У једној од просторија виле пронађена је 1936. године већа количина сребрног новца, заједно са калупима за ливење.
Јужно од града налазила се нешто мања Вила на Горици. Од налаза откривених у овој вили издвајају се жртвеник градског декуриона Аурелија Лупа и сребрни тањири израђени у част Лицинијевих деценалија.

### Фабрика и официна
У једном касноантичком спису је забележено да је у Наису постојала фабрика, радионица за производњу војне опреме. Фабрике су смештане у областима богатим рудама гвожђа, какав је Балкан, и на коме су постојале фабрике у више градова поред Наиса. Фабрика је снабдевала пограничне јединице на дунавском лимесу, на коме су Римљани имали све више проблема са варварским нападима са севера.
У исто време је у Наису функционисала и официна, радионица за израду предмета од племенитих метала, пре свега од сребра. Најзначајнији предмети исковани у Наису су посуде намењене прослави десетогодишњице владавине цара Лицинија. Лициније се после пораза од Константина 316. године код Цибале (Винковци) склонио у утврђени Наис. Крајем 316. и почетком 317. године град је још био под његовом контролом. На посудама искованим за ову прославу је написано „божански Лициније да увек побеђујеш” (лат. Licini Auguste semper vincas) .
Неколико година касније у овој радионици је искован и сребрни тањир у част деценалија Константинових синова, Криспа и Константина млађег (321-322. године). На овом тањиру је урезан натпис мајстора који га је направио, Еутицус Наиси, данас се налази у Минхену.
У Наису су исковани и други предмети намењени потребама Римских царева, предмети из радионице су налажени широм Европе, радионица је радила најмање до краја четвртог века.

### Градске некрополе
Некропола у насељу Јагодин мали је добро истражена. На локалитету је констатовано 230 гробова и 30 гробница.
Некропола се налазила се источно и северно од града, поред пута ка Рациарији. Коришћена је у периоду од 4. до 6. века. Гробне конструкције нису биле униформне, јављају се слободни укопи, једноставне конструкције ограђене каменом и велике гробнице правоугаоне или квадратне основе, са полуобличастим сводом или калотом. Гробнице су понекад биле декорисане, а већина је опљачкана у време антике. Од прилога присутне су посуде од керамике и стакла, као и украсни предмети.
Прва истраживања водили су Валтровић и Каниц, а између 1933. и 1934. године Адам Оршић-Славетић водио је археолошка ископавања уз помоћ Краљевске Банске Управе у Нишу. На истом простору између 1952. и 1953. ископавања је вршио је Ђорђе Мано Зиси, који је открио остатке ранохришћанске базилике и већи број гробова. Базилика представља јединствени налаз у касноантичкој некрополи у Јагодин мали. Према односу гробнице, базилике и гробова претпоставља се да је овај простор био култно место у дужем временском периоду .
Гробницу је Адам Оршић-Славетић назвао маузолеј. Детаљнији опис грађевине објављен је 1937. године, према коме су димензије гробница 7,44 x 3,13 m. Имала је свод, сачуван до висине од 3,38 m, на западној страни једну већу и две мање нише, а на северној и јужној страни гробнице налазила су се два аркосолија. У крипти су откривени део стуба од црвеног пешчара, ранохришћански мермерни капител и већи број скелета. Према овом капителу, базилика се датује у крај 5. века или почетак 6. века, у доба Анастасија (491. – 518.). Гробница се састојала из крипте и надземног дела који је незнатно очуван. Зидови су били ојачани пиластрима, распоређеним на свим странама грађевине.
Базилика се налазила на источном делу, у оси гробнице. Била је тробродна, димензија 15,50 x 21,60 m са полукружном апсидом на истоку. Претпоставља се по остацима зидова да је имала већу основу од истражене. Била је украшена мермерном оплатом и фреско сликарством. Између гробнице и базилике налазио се екзонартекс, испод кога је било прилазно степениште крипте.
Откривен је већи број гробова који се деле на гробове са конструкцијом и слободно укопане покојнике. Издвајају се гробови са конструкцијом која опонаша изглед саркофаг и зидани, двоћелијски гробови (који имају две гробне преграде) и који чине јединствену гробну целину. Октривена су два оловна саркофага. Конструкције су били укопане испод пода базилике или су биле видљиве. Најзначајније је откриће саркофага са фигуралном декорацијом (са симболом крста и трочланим бистама). Могуће је да су у питању прикази Константинових наследника (Константин II, Констанс I и Констанције II) . Хеиде и Хелмут Бушхаусен су предложили друкчије датовање, претпостављајући да је саркофаг из периода између 379. и 408. године Ови аутори су датовање извршили према према сличности са представом на златној полузи из Трансилваније на којој су приказани Грацијан I (367. – 383.) Валентинијан II (375. – 392.) и Теодосије I (379. – 395.). Пошто се полуга датује у 379. ова година била би доња граница датовања за саркофаг.
Представа на саркофагу указује на висок ранг особе која је сахрањена, према неким теоријама у питању је дете из царске породице. У гробовима је откривено још неколико налаза који указују на висок ранг покојника, попут свитка или остатака ципела и скупоцених тканина.

## Портрети
На територији Наиса или у његовој непосредној близини откривена су 3 значајна царска портрета.
Најзначајнији је портрет Константина Великог. Реч је о бронзаној глави са ликом цара Константина, сина Констанција I и Хелене, димензије 24cm, израђен од шупље ливене бронзе. Портрет је откривен 1900. године у шуту десног обалског стуба римског моста, припадао је статуи цара, која је стајала на форуму. Портрет је датован у време око 324. године н. е. Данас се налази у Народном музеју у Београду .
У слично време датована је и глава од црвеног порфирита, која је откривена 1958. године у шуту северног дела Тврђаве, за коју се такође претпоставља да је припадала Константину.
Исте године у близини Ниша, у околини места Балајнац, откривена је глава византијске царице, од шупље ливене бронзе, у природној је величини и припадала је статуи Еуфемије, жене Јустинове, или Теодоре, Јустинијанове жене .
Од портрета и скулптура које су откривене на територији Наиса, издвајају се статуе од црвеног афричког порфирита Асклепија и Хигије, са грчким текстовима урезаним на базама.
У Медијани су октривене статуе Диониса, Херакла, Сатира и Фортуне.
У Наису су откривени и рељефи, углавном са митолошким божанствима и цивилни или војнички рељефи. Откривено је и десетак примерака ситне бронзане пластике.

## Наис и
У основном попису војних јединица Нотација (лат. Notitia Dignitatum) не наводи се Наис као војна база, иако је град био важан административни, војни и економски центар током касне антике. Наводи се да је у граду постојала радионица за израду предмета од сребра, што упућује да је град био једно од места где се производило оружје за римску војску. Амијан Марцелин је забележио да је Наис више пута опседан, али да никада није и освојен, што указује да је овде била стационирана војна јединица. Према аналогији са Скупима и Улпијаном, претпоставља се да је у Наису постојала војна формација типа лат. pseudocomitatenses.
У 1. веку у Наису је била смештена кохорта лат. I Cilicum. Касније у Наис долази кохорта лат. I Cretum, а у 2. веку у граду је била кохорта лат. I Aurelia Dardanorum. Наводи се и да је овде смештена током прва 3 века прва кохорта Дарданаца, па се претпоставља да је остала у Наису до краја антике.